# Синитово
Синитово (болг. Синитово) — село в Болгарии. Находится в Пазарджикской области, входит в общину Пазарджик. Население составляет 1 985 человек.

## Политическая ситуация
В местном кметстве Синитово, в состав которого входит Синитово, должность кмета (старосты) исполняет Тодорка Георгиева Христова (Болгарская социалистическая партия (БСП)) по результатам выборов правления кметства 2007 года.
Кмет (мэр) общины Пазарджик — Тодор Димитров Попов (независимый) по результатам выборов 2007 года в правление общины.